# ریک فلگ
ریک فلگ (به انگلیسی: Rick Flag) عنوان چندین شخصیت خیالی ابرقهرمان در کتاب‌های کامیک آمریکایی منتشر شده توسط دی‌سی کامیکس است. آن‌ها پدر، پسر و نوهٔ پسر هستند. پدر آن‌ها ریچارد فلگ، بخش جوخه انتحار، یکی از واحدهای جنگ جهانی دوم را رهبری می‌نمود، و پس از اتمام جنگ یکی از اعضای تسک فورس ایکس بود. پسرش کاپیتان ریک فلگ جی‌آر. یکی از اعضای قهرمانان فراموش شده بود. ریک فلگ III نیز فرزند ریک فلگ جی‌آر. و کارین گریس است که با همین نام در شمارهٔ ۵۰ جوخه انتحار معرفی شد.
یوئل کینامان نقش شخصیت ریک فلگ جی‌آر. را در دنیای توسعه‌یافته دی‌سی شامل فیلم‌های جوخه انتحار (۲۰۱۶)، و دنبالهٔ آن ایفا کرده‌است.